# Бутлуп
Bootloop (от англ. bootloop — загрузочный цикл) — цикличная перезагрузка устройства, когда операционная система еще не запустилась.

### Причины «бутлупа»
В большинстве случаев, появление «бутлупа» связано с повреждением системного программного обеспечения. Кроме того, есть и другие причины:
- Проблемы при обновлении ПО
- Изменение пользователем файлов, имея root-права
- В случае с Windows - вполне вероятной причиной может быть некорректная работа драйверов или их потеря, бутлуп будет в среде восстановления Windows
- Аппаратные неисправности (памяти, чипсета, модуля связи)[2]
- Вирусная атака
- Установка прошивки